# Досталова, Леопольда
Леопольда Досталова (чеш. Leopolda Dostalová; 1879—1972) — ведущая чешская театральная актриса, народная артистка ЧССР (1947).
Служила на сцене Национального театра, Театра за воротами.
Родилась в актёрской семье. Вышла на сцену как актриса-любитель в городе Подебрады, где её талант открыл режиссёр Ярослав Квапил. Благодаря ему она начала заниматься актёрским мастерством в частном порядке с Ганой Квапиловой.
В 1901 году дебютировала на сцене Пражского национального театра в роли Мариши (пьеса «Maryša» братьев А. Мрштика и В. Мрштика).
После смерти Квапиловой в 1907 году Досталовой перешли её роли.
В 1920-1924 годах выступала на сцене пражского городского театра на Виноградах.
Она была второй женой оперного певца Национального театра Вацлава Климента. После его смерти в 1919 году она вышла замуж за скульптора Карела Дворжака .
Похоронена на Ольшанском кладбище.